# Judo vid olympiska sommarspelen 1972
Resultat från tävlingarna i judo under olympiska sommarspelen 1972.

## Medaljsummering

### Medaljtabell
| Pl.    | Nation         | Guld | Silver | Brons | Totalt |
| ------ | -------------- | ---- | ------ | ----- | ------ |
| 1      | Japan          | 3    | 0      | 1     | 4      |
| 2      | Nederländerna  | 2    | 0      | 0     | 2      |
| 3      | Sovjetunionen  | 1    | 1      | 2     | 4      |
| 4      | Storbritannien | 0    | 1      | 2     | 3      |
| 5      | Västtyskland   | 0    | 1      | 1     | 2      |
| 6      | Polen          | 0    | 1      | 0     | 1      |
| 6      | Sydkorea       | 0    | 1      | 0     | 1      |
| 8      | Frankrike      | 0    | 0      | 3     | 3      |
| 9      | Brasilien      | 0    | 0      | 1     | 1      |
| 9      | Östtyskland    | 0    | 0      | 1     | 1      |
| 9      | Nordkorea      | 0    | 0      | 1     | 1      |
| Totalt | Totalt         | 6    | 5      | 12    | 23     |

### Herrar
| Event                               | Guld                             | Silver                         | Brons                                                       |
| Lättvikt (63 kg) Detaljer...        | Takao Kawaguchi Japan            | vakant                         | Kim Yong-Ik Nordkorea Jean-Jacques Mounier Frankrike        |
| Halv mellanvikt (70 kg) Detaljer... | Toyokazu Nomura Japan            | Anton Zajkowski Polen          | Dietmar Hötger Östtyskland Anatolij Novikov Sovjetunionen   |
| Mellanvikt (80 kg) Detaljer...      | Shinobu Sekine Japan             | Oh Seung-Lip Sydkorea          | Jean-Paul Coche Frankrike Brian Jacks Storbritannien        |
| Halv tungvikt (93 kg) Detaljer...   | Sjota Tjotjisjvili Sovjetunionen | David Starbrook Storbritannien | Paul Barth Västtyskland Chiaki Ishii Brasilien              |
| Tungvikt (+93 kg) Detaljer...       | Willem Ruska Nederländerna       | Klaus Glahn Västtyskland       | Motoki Nishimura Japan Givi Onasjvili Sovjetunionen         |
| Öppen klass Detaljer...             | Willem Ruska Nederländerna       | Vitali Kuznetsov Sovjetunionen | Jean-Claude Brondani Frankrike Angelo Parisi Storbritannien |